# Simon Vouet
Simon Vouet (francosko: [vwɛ], francoski slikar, * 9. januar 1590, Pariz, Francija, † 30. junij 1649, Pariz.
Študiral in zaslovel v Italiji, preden ga je Ludvik XIII. Francoski poklical kot premier peintre du Roi v Francijo. S svojim ateljejem umetnikov je ustvaril verske in mitološke slike, portrete, freske, tapiserije in masivne dekorativne sheme za kralja in za bogate mecene, vključno z Richelieujem. V tem času je bil »Vouet nedvomno vodilni umetnik v Parizu« in je bil izjemno vpliven pri uvajanju italijanskega baročnega sloga slikarstva v Francijo. Bil je tudi »nedvomno eden od izjemnih risarjev 17. stoletja, enak Annibale Carracciju in Lanfrancu.«

## Kariera
Simon Vouet se je rodil 9. januarja 1590 v Parizu.  Njegov oče Laurent je bil slikar v Parizu in ga je naučil začetkov umetnosti. Simonov brat Aubin Vouet je bil tudi slikar, prav tako Simonova žena Virginia da Vezzo, njun sin Louis-René Vouet, njuna dva zeta Michel Dorigny in François Tortebat ter njun vnuk Ludovico Dorigny.
Simon je svojo kariero začel kot portretist. Pri 14 letih je odpotoval v Anglijo, da bi naslikal naročen portret, in leta 1611 je bil z istim namenom del spremstva barona de Sancyja, francoskega veleposlanika v Osmanskem cesarstvu. Iz Konstantinopla je leta 1612 odšel v Benetke in bil v Rimu do leta 1614.
V Italiji je ostal do leta 1627, večinoma v Rimu, kjer je prevladoval baročni slog. Prejel je pokojnino od francoskega kralja, njegovi pokrovitelji pa so bili Rodbina Barberini, Cassiano dal Pozzo, Paolo Giordano Orsini in Vincenzo Giustiniani. Obiskal je tudi druge dele Italije: Benetke; Bologna (kjer je imela družina Carracci svojo akademijo); Genova (kjer je od 1620 do 1622 deloval za kneze Doria); in Neapelj.
Bil je naravni akademik, ki je vpijal, kar je videl in študiral, in to izrazil v svoji sliki: Caravaggiovo dramatično osvetlitev; italijanski manierizem; barvo in di sotto in su Paola Veroneseja ali skrajšani perspektivi; in umetnost Carraccija, Guercina, Lanfranca in Guida Renija.
Vouetov izjemen uspeh v Rimu je pripeljal do njegove izvolitve za predsednika Accademia di San Luca leta 1624. Njegova najvidnejša uradna naročila italijanskega obdobja je bila oltarna slika za baziliko sv. Petra v Rimu (1625–1626), uničena nekaj po letu 1725 (čeprav so ostali drobci).
Kot odgovor na kraljevi poziv se je Vouet leta 1627 vrnil v Francijo, kjer je postal premier peintre du Roi. Ludvik XIII. Francoski je pri njem naročil portrete, tapiserije in slike za Louvrsko palačo, Luksemburško palačo in Château de Saint-Germain-en-Laye. Leta 1632 je delal za kardinala Richelieuja v Palais-Royal in Château de Malmaison. Leta 1631 je okrasil dvorec predsednika de Fourcyja v Chessyju, hôtel Bullion, dvorec maršala d'Effiata v Chillyju, hotel vojvode d'Aumonta, kapelo Séguier in galerijo de Wideville. .
Danes so številne Vouetove slike izgubljene, »oživeli sta samo dve glavni dekorativni shemi, tista za dvorca Colombes in Chessy«, vendar so podrobnosti in podobe številnih izgubljenih del znane iz gravur Michela Dorignyja, Françoisa. Tortebat in Claude Mellana.

## Osebno življenje
Leta 1626 se je poročil z Virginio da Vezzo, »samostojno slikarko ... znano po svoji lepoti« , ki je pozirala kot Madona in svetnice za Vouetove verske naloge. Par je imel pet otrok. Virginia Vouet je umrla v Franciji leta 1638. Dve leti pozneje se je Vouet poročil s francosko vdovo Radegonde Béranger, s katero je imel še tri otroke.

## Zapuščina
Kot piše en umetnostni zgodovinar: »Ko se je Vouet leta 1627 vrnil v Pariz, je bila francoska umetnost boleče provincialna in po italijanskih standardih več kot četrt stoletja za časom. Vouet je predstavil najnovejšo modo, izobrazil skupino nadarjenih mladih umetnikov —in tudi javnost — in je Pariz posodabljal«.
Vouetov slog je postal edinstven, vendar je bil izrazito italijanski, saj je italijanski barok uvpzil v Francijo. Francoski sodobnik brez izraza "barok" je rekel: »V njegovem času se je tukaj začela izvajati umetnost slikanja na plemenitejši in lepši način kot kdaj koli prej«. V njegovem pričakovanju »dvodimenzionalne, ukrivljene svobode rokoko kompozicij sto let pozneje ... Voueta bi morda morali prišteti med pomembnejše vire slikarstva 18. stoletja«.  V njegovih delih za Francoze kraljevega dvora, »Vouetov pomen kot oblikovalca uradnih odlikovanj je na nek način primerljiv z Rubensovim«.
Vouetov velik atelje ali delavnica je ustvarila celo šolo francoskih slikarjev za naslednjo generacijo. Njegov najvplivnejši učenec je bil Charles le Brun, ki je v Versaillesu organiziral vso notranjo dekoracijo in narekoval uradni slog na dvoru Ludvika XIV.
Med drugimi Vouetovimi učenci so bili Valentin de Boulogne (glavna figura francoskih "Caravaggistov"), François Perrier, Nicolas Chaperon, Michel Corneille starejši, Charles Poërson, Pierre Daret, Charles Alphonse du Fresnoy, Pierre Mignard, Eustache Le Sueur, Claude Mellan , flamski umetnik Abraham Willaerts, Michel Dorigny in François Tortebat. Ta zadnja dva sta postala njegova zeta. André le Notre, oblikovalec vrtov v Versaillesu, je bil Vouetov študent. V Vouetovem krogu je bil tudi prijatelj iz njegovih italijanskih let Claude Vignon.
Arnaud Brejon de Lavergnée piše: »Vouetov status se je v času njegovega življenja nenehno povečeval, njegove slike so postajale vedno lepše, zlasti v zadnjem desetletju«. Toda »čeprav je bila njegova kariera tako briljantna, kot si je mogoče zamisliti«, Vouet »ni igral nobene vloge pri ustanovitvi Académie Royale«, ki je bila tako prevladujoča po njegovi smrti, »in biografi in vplivnejši amaterji so ga zanemarili. Med letoma 1660 in 1690 so resno jemali le Poussina in Rubensa ... in poznejše generacije so iz tega potegnile svoje zaključke«. Nadalje je razjedal njegovo zapuščino: »Vouet je bil nedvomno najboljši v teh ansamblih [njegovih veličastnih dekorativnih shemah za dvorce in cerkve], ki so bili večinoma uničeni med revolucijo« naslednjega stoletja.[8]
Čeprav ga poznavalci in zbiralci (kot je William Suida) nikoli niso popolnoma pozabili, je Vouet padel v relativno pozabo, ki ni bila odpravljena do monografije Williama R. Crellyja iz leta 1962 in nato do velike retrospektive Vouetovega dela v Grand Palaisu. v Parizu v letih 1990–1991 s svojim kolokvijem in katalogom, za katerega Brejon de Lavergnée pravi, da je izpolnil »svoj cilj rehabilitacije umetnika«. »Retrospektiva Simona Voueta ... se še vedno živo spominja. Študije o slikarju, njegovem krogu in njegovih učencih so bile številne, kar vse jasneje opredeljuje podobo umetnika in njegove delavnice«.
Organizator razstave Jacques Thuillier »zagotovo upravičeno trdi, da je oltarna slika Jezusova predstavitev v templju ena največjih mojstrovin monumentalnega slikarstva 17. stoletja«, piše Brejon de Lavergnée, ki še trdi, da je v umetnikovih delih 1640-ih, kot je na primer sveti Frančišek Paolski oživlja otroka, »mogoče videti Voueta, ki zaključuje svojo kariero s slikami ogromne gravitacije, ki jo obvešča intenzivna duhovna energija. Podobe največje sile, te slike predstavljajo vrhunec francoskega 17. stoletja slikanja«. 
- Dva modela za oltarno sliko v sv. Petru (1625), LACMA

## Galerija slik
- Parnas ali Apolon in  Muze (c. 1640), Museum of Fine Arts, Budapest

- Sv. Katarina (n.d.), National Museum of Western Art, Tokyo
- Marija Magdalena (1614–1615), Kvirinalska palača, Rim
- Ljubimca (1614–1618), Puškinov muzej, Moskva
- Sveta Neža (ok. 1615), Blanton Museum of Art
- Ženska igra kitaro (ok. 1618), Metropolitan Museum of Art
- Helebardar (ok. 1615–1620), Dayton Art Institute
- Angel s kockami in tuniko (1615–1625), Museo di Capodimonte, Neapelj
- Angel s sulico trpljenja (1615–1625), Museo di Capodimonte, Neapelj
- Portret gospoda (ok. 1620), Blanton Museum of Art
- Sveti Hieronim (ok. 1620), National Library of Wales, Aberystwyth
- Vedeževalka (ok. 1620), National Gallery of Canada
- Neustrezni par (Vanitas) (c. 1621), National Museum, Varšava
- Judita (1620–1622), Kunsthistorisches Museum, Dunaj
- Jezusovo obrezovanje (1622), Museo di Capodimonte, Neapelj
- Judita (ok. 1620–1625), Alte Pinakothek, München
- Sveti Luks (1622–1625), Philadelphia Museum of Art
- Sveti Janez (1622–1625), Philadelphia Museum of Art
- Sveti Hieronim in angel (c. 1622–1625), National Gallery of Art, Washington, D.C.
- Sveti Viljem Akvitanski (1622–1627), Louvre
- Sofonisba sprejema zastrupljeni kelih (c. 1623), Gemäldegalerie Alte Meister
- Portret Artemisia Gentileschi s slikarskimi pripomočki (c. 1623–1625), zasebna zbirka
- Angeli nosijo predmete pasijona (1625), Musée des Beaux-Arts et d'Archéologie de Besançon
- Videnje svete Agate o svetem Petru v zaporu (c. 1625), Palazzo Abatellis, Palermo
- Sveti Boštjan (c. 1625), Museum of Fine Arts, Houston
- Sveta Cecilija (c. 1626), Blanton Museum of Art
- Sveta družina z dojenčkom svetim Janezom Krstnikom (1626), Legion of Honor, San Francisco
- Salome (1626–1627), Crocker Art Museum, Sacramento
- Kupid in Psihe (1626–1629), Musée des Beaux-Arts de Lyon
- Angel drži posodo in brisačo za umivanje rok Ponciju Pilatu (1627), Minneapolis Institute of Arts
- Angel z napisom s križa (1627), Minneapolis Institute of Arts
- Čas, ki ga premagajo ljubezen, lepota in upanje (1627), Muzej Prado
- Marijino rojstvo (c. 1629), San Francesco a Ripa, Rim
- Sveta Marija Magdalena (ok. 1630), Cleveland Museum of Art
- Neptun in Amfitrita (1630s) Hearst Castle
- Ženska z belo tančico (1630s), Louvre
- Madona in otrok (1633), National Gallery of Art, Washington, D.C.
- Lot in hčeri (1633), Musée des Beaux-Arts de Strasbourg
- Portret moža starega 75 let (1634), kreda, pastel in črnilo na papir, zasebna zbirka
- Cerera tepta atribute vojne (1635), Musée des Beaux-arts Thomas Henry, Cherbourg-Octeville
- Enej in njegov oče bežita iz Troje (c. 1635), San Diego Museum of Art
- Polaganje Jezusa v grob (c. 1635), Musée d'art moderne André Malraux, Le Havre
- Alegorija bogastva (c. 1635–1640), Louvre
- Diana (1637), Cumberland Gallery, palača Hampton Court
- Speča Venera (1630–1640), Museum of Fine Arts, Budimpešta
- Nebeška dobrodelnost (c. 1640), Louvre
- Venerina toaleta (c. 1640), Carnegie Museum of Art, Pittsburgh
- Didonina smrt (ok. 1641), Musée des Beaux-Arts Dole
- Artemisia gradi mavzolej (zgodnja 1640-ta), Nationalmuseum, Stockholm
- Venera in Adonis (1642), J. Paul Getty Museum
- Portret Ludvika XIII. (1643), Louvre
- Hesselinova Madona ali Madona s hrastovo vejico (c. 1640–1645), Louvre
- Čas, ki ga premagajo ljubezen, Venera in upanje (1640–1645), Musée des Arts Décoratifs, Bourges
- Allégorie de la Charité (1640–1645; morda delo delavnice), Musée d'Art et d'Histoire de Draguignan
- Portret moža v profilu, obrnjen na levo, n.d., zasebna zbirka.
- Portret kardinala Julesa Mazarina, n.d., zasebna zbirka
- Kabinet pripisujejo Pierre Gole[17] (c. 1620–1684), Legion of Honor, San Francisco